# Liste des musées du Loiret

Le département du Loiret en rouge sur la carte

La liste des musées du Loiret présente les musées du département français du Loiret classés par commune.
En 2011, douze de ces musées portent le label musée de France.
Le musée des beaux-arts d'Orléans créé en 1797 à la suite de la Révolution française est le plus ancien d'entre eux[réf. souhaitée].

## Liste
| Musée                                                            | Lieu                   | Coordonnées                      | Thématique                                    | Ouverture | Fréquentation     | Site officiel                  | Photo |
| ---------------------------------------------------------------- | ---------------------- | -------------------------------- | --------------------------------------------- | --------- | ----------------- | ------------------------------ | ----- |
| Musée des arts et traditions populaires de la Pailleterie        | Amilly                 |                                  | histoire locale                               | 1989      | +171, (2008)      |                                |       |
| Musée du théâtre forain,                                         | Artenay                | 48° 04′ 53″ nord, 1° 52′ 42″ est | arts du spectacle                             | 1995      | +10 439, (2012)   | musee-theatre-forain.fr        |       |
| Musée archéologique et paléontologique                           | Artenay                |                                  | archéologie                                   |           |                   |                                |       |
| Moulin de pierre                                                 | Artenay                |                                  | artisanat                                     |           | +859, (2010)      |                                |       |
| Musée du télégraphe                                              | Baccon                 |                                  | télégraphie, Claude Chappe                    |           | +672, (2008)      |                                |       |
| Musée Daniel Vannier,                                            | Beaugency              |                                  | histoire locale                               | 1928      | Fermé depuis 2003 |                                |       |
| Maison de la coiffe                                              | Les Bordes             |                                  |                                               |           |                   |                                |       |
| Musée de la ferme René Martin                                    | Les Bordes             |                                  |                                               |           |                   |                                |       |
| Musée du safran                                                  | Boynes                 |                                  | épice                                         | 1988      | +1 392, (2012)    |                                |       |
| Musée de la mosaïque et des émaux de Briare,                     | Briare                 | 47° 38′ 35″ nord, 2° 44′ 01″ est | perles, mosaïques en émaux de Briare          | 1994      | +13 558, (2012)   | musee-mosaique.com             |       |
| Musée des deux marines et du pont-canal de Briare                | Briare                 | 47° 38′ 30″ nord, 2° 44′ 08″ est | Loire, canal, navigation fluviale, pont-canal | 1996      | +7 171, (2012)    | musee-2-marines.com            |       |
| Musée de la pêche de La Bussière                                 | La Bussière            | 47° 44′ 50″ nord, 2° 44′ 52″ est | pêche                                         | 1962      | +14 500, (2012)   | www.chateau-labussiere.com     |       |
| Musée d'école Fernand Boutet                                     | Châlette-sur-Loing     |                                  | histoire de l'éducation                       | 1994      | +1 431, (2012)    |                                |       |
| Musée de la marine de Loire,                                     | Châteauneuf-sur-Loire  | 47° 51′ 57″ nord, 2° 13′ 08″ est | Loire, histoire locale                        | 1960      | +13 038, (2012)   |                                |       |
| Musée vivant de l'apiculture gâtinaise                           | Château-Renard         |                                  | gastronomie                                   |           | +3 979, (2009)    | www.museevivant.com            |       |
| Musée historique de l'ancien hôtel-Dieu,                         | Châtillon-Coligny      |                                  | archéologie, histoire locale, science         | 1986      |                   |                                |       |
| Auto Sport Museum                                                | Châtillon-Coligny      |                                  | automobile                                    | 2017      |                   | www.autosportmuseum.com        |       |
| Musée Castellio d'archéologie gallo-romaine et d'histoire locale | Châtillon-sur-Loire    |                                  | archéologie, histoire locale                  |           | +718, (2012)      |                                |       |
| Musée de la tonnellerie,                                         | Chécy                  |                                  | artisanat                                     | 1989      | +3 739, (2012)    |                                |       |
| Promenade des parfums du château de Chamerolles                  | Chilleurs-aux-Bois     | 48° 03′ 37″ nord, 2° 09′ 51″ est | parfum                                        | 1987      | +51 083, (2012)   |                                |       |
| Musée du cirque et de l'illusion                                 | Dampierre-en-Burly     | 47° 45′ 46″ nord, 2° 30′ 19″ est | arts du spectacle                             | 2004      | +14 271, (2012)   | museeducirqueetdelillusion.com |       |
| Musée du verre et de ses métiers,                                | Dordives               |                                  | artisanat                                     | 2006      | +4 475, (2012)    | musee-dordives.fr              |       |
| Musée de la grange germignonne                                   | Germigny-des-Prés      |                                  |                                               |           | +800, (2008)      |                                |       |
| Musée de la faïencerie de Gien                                   | Gien                   | 47° 41′ 19″ nord, 2° 37′ 15″ est | céramique                                     | 1986      | +18 157, (2011)   |                                |       |
| Musée international de la Chasse,                                | Gien                   | 47° 41′ 06″ nord, 2° 37′ 54″ est | chasse                                        | 1952      | +8 692, (2012)    |                                |       |
| Musée Oscar Roty et son temps                                    | Jargeau                | 47° 52′ 00″ nord, 2° 07′ 22″ est | numismatique                                  |           | +96, (2009)       | oscar-roty.fr                  |       |
| Maison de Loire du Loiret                                        | Jargeau                | 47° 51′ 56″ nord, 2° 07′ 20″ est | Loire, sciences naturelles                    | 1987      |                   | maisondeloire45.fr             |       |
| Espace musée cerf et chevreuil                                   | Lailly-en-Val          |                                  | sciences naturelles                           |           |                   |                                |       |
| Écomusée artisanal                                               | Ligny-le-Ribault       |                                  | artisanat                                     | 1990      | +334, (2012)      | ecomusee-ligny.chez-alice.fr   |       |
| Musée départemental de la résistance et de la déportation,       | Lorris                 | 47° 53′ 24″ nord, 2° 30′ 40″ est | Seconde Guerre mondiale                       | 1988      | +5 528, (2012)    |                                |       |
| Écomusée horloger Georges Lemoine                                | Lorris                 |                                  | artisanat                                     | 1995      | +2 000, (2012)    | musee-horloger-lorris.fr       |       |
| Musée des métiers et des légendes de la forêt d'Orléans          | Loury                  |                                  | artisanat, histoire locale                    | 1999      | +772, (2012)      |                                |       |
| Musée familial de la vigne et du vin                             | Mareau-aux-Prés        |                                  | gastronomie                                   |           |                   |                                |       |
| Musée Van Oeveren de l'escrime                                   | Meung-sur-Loire        |                                  | histoire du sport                             |           |                   | musee-escrime.com              |       |
| Musée de la Monnaye,                                             | Meung-sur-Loire        |                                  | archéologie, histoire locale, Gaston Couté    | 2001      | +2 342, (2012)    |                                |       |
| Écomusée de l'apiculture                                         | Montargis              |                                  | gastronomie                                   |           |                   |                                |       |
| Musée historique de l'amitié franco-chinoise                     | Montargis              |                                  | histoire locale                               |           |                   |                                |       |
| Musée du Gâtinais,                                               | Montargis              |                                  | archéologie et histoire locale                | 1985      | +345, (2008)      |                                |       |
| Musée Girodet,                                                   | Montargis              | 47° 59′ 50″ nord, 2° 44′ 11″ est | Beaux-Arts                                    | 1853      | +3 718, (2010)    | musee-girodet.fr               |       |
| Musée des tanneurs                                               | Montargis              |                                  | artisanat                                     |           | +582, (2008)      |                                |       |
| Musée des ustensiles de cuisine d'autrefois                      | Montcorbon             |                                  | histoire                                      | 2001      | +360, (2012)      | ustensiles-cuisine.net         |       |
| Centre archéologique et historique                               | Neuville-aux-Bois      |                                  | archéologie, histoire                         | 1964      |                   |                                |       |
| Musée « Le Masque en Liberté »                                   | Nibelle                |                                  |                                               |           |                   |                                |       |
| Musée Saint-Sauveur                                              | Nibelle                |                                  |                                               |           | +618, (2010)      |                                |       |
| musée des beaux-arts,                                            | Orléans                | 47° 54′ 09″ nord, 1° 54′ 34″ est | Beaux-Arts                                    | 1797      | +51 331, (2012)   |                                |       |
| Musée historique et archéologique de l'Orléanais,                | Orléans                | 47° 54′ 03″ nord, 1° 54′ 17″ est | archéologie, histoire locale                  | 1823      | +5 706, (2012)    |                                |       |
| Centre Charles Peguy                                             | Orléans                | 47° 54′ 02″ nord, 1° 54′ 12″ est | littérature                                   | 1984      | +5 773, (2012)    |                                |       |
| Maison de Jeanne d'Arc                                           | Orléans                | 47° 54′ 03″ nord, 1° 54′ 10″ est | histoire                                      | 1976      | +12 899, (2012)   | www.jeannedarc.com.fr          |       |
| Fonds régional d'art contemporain Centre-Val de Loire            | Orléans                | 47° 53′ 57″ nord, 1° 54′ 49″ est | art contemporain                              | 1991      |                   | frac-centre.fr                 |       |
| Muséum d'Orléans pour la biodiversité et l'environnement         | Orléans                | 47° 54′ 30″ nord, 1° 54′ 27″ est | sciences naturelles                           | 1823      | +64 964, (2012)   |                                |       |
| Musée - mémorial des enfants du Vel d'Hiv                        | Orléans                | 47° 54′ 09″ nord, 1° 54′ 32″ est | Seconde Guerre mondiale                       | 2011      | +12 867, (2012)   | www.cercil.fr                  |       |
| Musée lapidaire de la tour Saint-Paul                            | Orléans                |                                  |                                               |           |                   |                                |       |
| Galerie du lion                                                  | Orléans                |                                  |                                               |           | +10 493, (2012)   |                                |       |
| Collégiale Saint-Pierre-le-Puellier                              | Orléans                | 47° 53′ 55″ nord, 1° 54′ 42″ est | expositions temporaires                       |           |                   |                                |       |
| Espace culturel Michel Gand                                      | Ouzouer-sur-Loire      |                                  |                                               |           |                   |                                |       |
| Musée du coquillage terrestre et aquatique                       | Ouzouer-sur-Loire      |                                  | sciences naturelles                           |           |                   |                                |       |
| Musée de la main et de l'outil                                   | Pannes                 |                                  | artisanat                                     | 1988      |                   |                                |       |
| Musée municipal d'art et d'histoire,                             | Pithiviers             |                                  | Beaux-Arts, Désiré Lubin, histoire            | 1896      |                   |                                |       |
| Musée des transports de Pithiviers                               | Pithiviers             | 48° 10′ 30″ nord, 2° 14′ 37″ est | transport ferroviaire                         | 1966      | +3 889, (2012)    |                                |       |
| Maison Max Jacob                                                 | Saint-Benoît-sur-Loire |                                  |                                               |           | +531, (2008)      | max-jacob.com                  |       |
| Le Belvédère                                                     | Saint-Benoît-sur-Loire | 47° 48′ 36″ nord, 2° 18′ 23″ est | architecture, religion                        | 2019      |                   | belvedere-valdesully.fr        |       |
| Maison Maurice Genevoix                                          | Saint-Denis-de-l'Hôtel | 47° 52′ 12″ nord, 2° 07′ 43″ est | littérature                                   |           |                   |                                |       |
| Musée campanaire Bollée                                          | Saint-Jean-de-Braye    |                                  | artisanat                                     | 1992      | +6 800, (2010)    |                                |       |
| Musée de l'artisanat rural ancien                                | Tigy                   |                                  | artisanat                                     | 1970      |                   |                                |       |
| Musée beauceron du Grand Bréau                                   | Tivernon               |                                  |                                               |           | +330, (2009)      |                                |       |
| Maison du père Mousset                                           | Vrigny                 |                                  | histoire locale                               |           | +3 500, (2010)    |                                |       |